# Rallye Großbritannien 2006

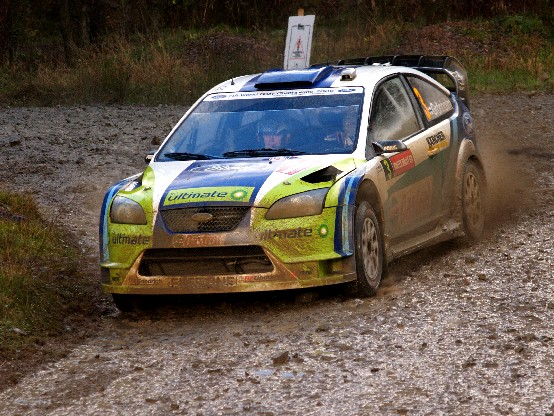
Marcus Grönholm und Timo Rautiainen in Wales 2006

Die 62. Rallye Großbritannien (Wales) war der 16. Lauf zur FIA-Rallye-Weltmeisterschaft 2006. Sie dauerte vom 1. bis zum 3. Dezember 2006 und es wurden insgesamt 17 Wertungsprüfungen (WP) gefahren.

## Klassifikationen

### Endergebnis
| WRC     |                    |                       |                        |           |                |    |
| 01      | Marcus Grönholm    | Timo Rautiainen       | Ford Focus RS WRC      | 3:20:24.8 | 0:00.0         | 10 |
| 02      | Manfred Stohl      | Ilka Minor            | Peugeot 307 WRC        | 3:22:00.3 | 1:35.5         | 8  |
| 03      | Petter Solberg     | Phil Mills            | Subaru Impreza S12 WRC | 3:22:20.0 | 1:55.2 0:19.7  | 6  |
| 04      | Jari-Matti Latvala | Miikka Anttila        | Ford Focus RS WRC      | 3:23:01.9 | 2:37.1 0:41.9  | 5  |
| 05      | Xevi Pons          | Carlos del Barrio     | Citroën Xsara WRC      | 3:23:44.7 | 3:19.9 0:41.8  | 4  |
| 06      | Chris Atkinson     | Glenn Macneall        | Subaru Impreza S12 WRC | 3:23:52.3 | 03:27.5 0:07.6 | 3  |
| 07      | Dani Sordo         | Marc Martí            | Citroën Xsara WRC      | 3:24:33.1 | 4:08.3 0:40.8  | 2  |
| 08      | François Duval     | Patrick Pivato        | Škoda Fabia WRC        | 3:24:47.4 | 4:22.6 0:14.3  | 1  |
| 09      | Harri Rovanperä    | Risto Pietiläinen     | Škoda Fabia WRC        | 3:28:25.1 | 8:00.3 3:37.7  | 0  |
| 10      | Jan Kopechý        | Filip Schovánek       | Škoda Fabia WRC        | 3:28:52.6 | 8:27.8 0:27.5  | 0  |
| JWRC    |                    |                       |                        |           |                |    |
| 01 (20) | Jaan Mölder jr.    | Katrin Becker-Brugger | Suzuki Swift S1600     | 3:55:04.7 | 0:00.0         | 10 |
| 02 (22) | Luca Betti         | Piercarlo Capolongo   | Renault Clio S1600     | 3:57:00.3 | 1:55.6         | 8  |
| 03 (24) | Aaron Burkart      | Tanja Geilhausen      | Citroën C2 S1600       | 4:00:50.2 | 5:45.5 3:49.9  | 6  |

Insgesamt wurden 81 von 111 gemeldeten Fahrzeugen klassiert.

### Wertungsprüfungen
| Tag                        | WP                         | Name          | Länge    | Start MEZ       | Gewinner          | Co-Pilot               | Auto                   | Zeit    | Leader          |
| Tag 1 1. Dez.              |                            |               |          |                 |                   |                        |                        |         |                 |
| -------------------------- | -------------------------- | ------------- | -------- | --------------- | ----------------- | ---------------------- | ---------------------- | ------- | --------------- |
| Tag 1 1. Dez.              | WP1                        | Port Talbot1  | 17,41 km | 10:17           | Marcus Grönholm   | Timo Rautiainen        | Ford Focus RS WRC      | 09:08.7 | Marcus Grönholm |
| Tag 1 1. Dez.              | WP2                        | Resolfen 1    | 24,49 km | 11:02           | Marcus Grönholm   | Timo Rautiainen        | Ford Focus RS WRC      | 12:26.4 | Marcus Grönholm |
| Tag 1 1. Dez.              | WP3                        | Rheola 1      | 27,91 km | 11:54           | Marcus Grönholm   | Timo Rautiainen        | Ford Focus RS WRC      | 15:34.5 | Marcus Grönholm |
| Tag 1 1. Dez.              | Swansea-Felindre 13:26 Uhr |               |          |                 |                   |                        |                        |         | Marcus Grönholm |
| Tag 1 1. Dez.              | WP4                        | Port Talbot 2 | 17,41 km | 14:33           | Manfred Stohl     | Ilka Minor             | Peugeot 307 WRC        | 09:10.9 | Marcus Grönholm |
| Tag 1 1. Dez.              | WP5                        | Resolfen 2    | 24,49 km | 15:18           | Marcus Grönholm   | Timo Rautiainen        | Ford Focus RS WRC      | 12:41.8 | Marcus Grönholm |
| Tag 1 1. Dez.              | WP6                        | Rheola 2      | 27,91 km | 16:10           | Petter Solberg    | Phil Mills             | Subaru Impreza S12 WRC | 15:39.3 | Marcus Grönholm |
| Tag 1 1. Dez.              | Swansea-Felindre 17:27 Uhr |               |          |                 |                   |                        |                        |         | Marcus Grönholm |
| Tag 2 2. Dez.              |                            |               |          |                 |                   |                        |                        |         | Marcus Grönholm |
| Swansea-Felindre 08:20 Uhr |                            |               |          |                 |                   |                        |                        |         | Marcus Grönholm |
| WP7                        | Crychan 1                  | 19,47 km      | 09:50    | Xevi Pons       | Carlos del Barrio | Citroën Xsara WRC      | 10:42.6                |         | Marcus Grönholm |
| WP8                        | Epynt 1                    | 13,76 km      | 10:24    | Marcus Grönholm | Timo Rautiainen   | Ford Focus RS WRC      | 07:40.4                |         | Marcus Grönholm |
| WP9                        | Halfway 1                  | 18,37 km      | 11:01    | Marcus Grönholm | Timo Rautiainen   | Ford Focus RS WRC      | 10:35.9                |         | Marcus Grönholm |
| Swansea-Felindre 12:47 Uhr |                            |               |          |                 |                   |                        |                        |         | Marcus Grönholm |
| WP10                       | Crychan 2                  | 19,47 km      | 14:37    | Manfred Stohl   | Ilka Minor        | Peugeot 307 WRC        | 10:47.7                |         | Marcus Grönholm |
| WP11                       | Epynt 2                    | 13,76 km      | 15:11    | Marcus Grönholm | Timo Rautiainen   | Ford Focus RS WRC      | 07:39.3                |         | Marcus Grönholm |
| WP12                       | Halfway 2                  | 18,37 km      | 15:48    | Marcus Grönholm | Timo Rautiainen   | Ford Focus RS WRC      | 10:34.4                |         | Marcus Grönholm |
| WP13                       | Cardiff                    | 1,10 km       | 18:06    | Marcus Grönholm | Timo Rautiainen   | Ford Focus RS WRC      | 01:01.5                |         | Marcus Grönholm |
| Swansea-Felindre 19:26 Uhr |                            |               |          |                 |                   |                        |                        |         | Marcus Grönholm |
| Tag 3 3. Dez.              |                            |               |          |                 |                   |                        |                        |         | Marcus Grönholm |
| Swansea-Felindre 07:40 Uhr |                            |               |          |                 |                   |                        |                        |         | Marcus Grönholm |
| WP14                       | Brechfa 1                  | 28,89 km      | 08:47    | Petter Solberg  | Phil Mills        | Subaru Impreza S12 WRC | 16:25.8                |         | Marcus Grönholm |
| WP15                       | Trawscoed 1                | 27,11 km      | 09:44    | Dani Sordo      | Marc Martí        | Citroën Xsara WRC      | 16:19.3                |         | Marcus Grönholm |
| WP16                       | Brechfa 2                  | 28,89 km      | 12:46    | Petter Solberg  | Phil Mills        | Subaru Impreza S12 WRC | 16:33.1                |         | Marcus Grönholm |
| WP17                       | Trawscoed 2                | 27,11 km      | 13:43    | Petter Solberg  | Phil Mills        | Subaru Impreza S12 WRC | 16:22.2                |         | Marcus Grönholm |
| Swansea-Felindre 15:11 Uhr |                            |               |          |                 |                   |                        |                        |         | Marcus Grönholm |

### Gewinner Wertungsprüfungen
| WP                  | Anzahl | Fahrer          | Auto                   |
| ------------------- | ------ | --------------- | ---------------------- |
| 1–3, 5, 8, 9, 11–13 | 9      | Marcus Grönholm | Ford Focus RS WRC      |
| 6, 14, 16, 17       | 4      | Petter Solberg  | Subaru Impreza S12 WRC |
| 4, 10               | 2      | Manfred Stohl   | Peugeot 307 WRC        |
| 7                   | 1      | Xevi Pons       | Citroën Xsara WRC      |
| 15                  | 1      | Dani Sordo      | Citroën Xsara WRC      |

### Fahrer-WM nach der Rallye
| Pos. | Fahrer          | Punkte |
| ---- | --------------- | ------ |
| 1    | Sébastien Loeb  | 112    |
| 2    | Marcus Grönholm | 111    |
| 3    | Mikko Hirvonen  | 65     |
| 4    | Manfred Stohl   | 54     |
| 5    | Dani Sordo      | 49     |

### Team-Weltmeisterschaft
| Pos. | Team               | Punkte |
| ---- | ------------------ | ------ |
| 1    | Ford WRT           | 195    |
| 2    | Kronos Citroën WRT | 166    |
| 3    | Subaru WRT         | 106    |
| 4    | Peugeot Norway     | 88     |